# Beauregard (Aosta)
La località di Beauregard (pron. fr. AFI: [boʁəɡaʁ]) è una località collinare della città di Aosta.

## Descrizione
La località di Beauregard è conosciuta a livello regionale per la presenza dell'ospedale omonimo e del castello Jocteau.

## Luoghi di interesse

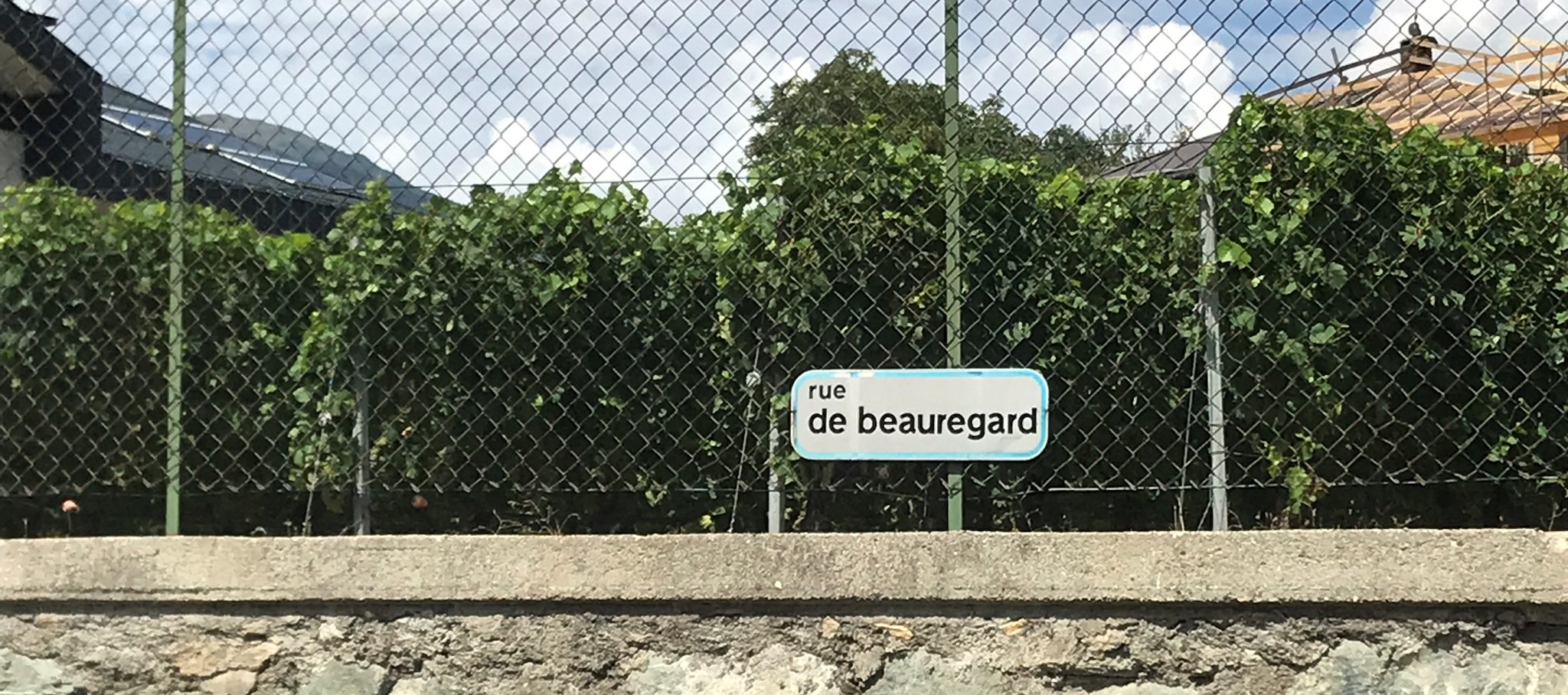
Cartello in lingua francese.

- Ospedale Beauregard
- Castello Jocteau